# Fading Suns
Fading Suns je anglicky psaná space opera science fiction hra na hrdiny publikovaná firmou Holistic Design. Toto prostředí bylo také použito pro počítačovou hru (Emperor of the Fading Suns), larp (Passion Play), a vesmírnou bitevní hru s figurkami (Noble Armada).

## Prostředí
Hra se odehrává v budoucnosti v říši středověkého stylu postavené na pozůstatcích předchozí, mnohem vzdělanější lidské civilizace propojené starobylými „bránami“, jenž samy jsou pozůstatky ještě starší avšak ne lidské civilizace.
Atmosféra připomíná Dunu Franka Herberta a Hyperion Dana Simmonse.
Moc leží v rukou šlechtických rodů, cechů a Svaté církve. Psionické síly existují, avšak psionici bývají loveni a zabíjeni Církví (nebo jsou obráceni na víru a zařazeni do církevních řad, kde je psionika považována za zázrak víry).
Přestože většina herních situací vyvstane ze striktního řádu omezujícího každodenní život obyvatel říše, je tento věk plný příležitostí k dobrodružstvím: díky pádu starého režimu a staletím temna a bojů se mnoho světů navrátilo do necivilizovaného stavu a ve stínech se skrývá mnoho mimozemských hrozeb.
Hráči přejímají postavy z aristokracie, různých obchodních cechů a několika náboženských sekt. K dispozici jsou i mimozemské postavy.
Místopis zajišťuje spousta vydaných dodatků, které popisují planety, vesmírné stanice, části vesmíru, mimozemské rasy, menší rody, cechy, sekty, příšery i tajné konspirace, tudíž je prostředí dostatečně rozsáhlé.

## Základní principy hry
Fading Suns používají jednoduchý herní systém dovedností bez úrovní a povolání zvaný Victory Point System (VPS).
Druhá edice pravidel vyřešila mnoho problémů předchozí verze a přidala mnoho nových informací.
Také vznikla adaptace pro OGL d20 system pod názvem D20 Fading Suns.
Současné knihy jsou pro oba herní systémy společné.

## Autoři
Fading Suns napsali Andrew Greenberg a Bill Bridges, známí vytvořením původních her na hrdiny Vampire: The Masquerade a Werewolf: The Apocalypse pro firmu White Wolf.